# Slovaquie aux Jeux mondiaux de 2017
Cet article contient des informations sur la participation et les résultats de la Slovaquie aux Jeux mondiaux de 2017 à Wrocław en Pologne.

## Médailles

### Or
| Sport             | Discipline | Sportifs |
| Médaille d'or : 0 |            |          |

### Argent
| Sport                                    | Discipline   | Sportifs                |
| Médaille d'argent : 0 (+1 démonstration) |              |                         |
| Kick-boxing (dem.)                       | Femmes 52 kg | Monika Chochlíková (en) |

### Bronze
| Sport                                     | Discipline             | Sportifs                |
| Médaille de bronze : 1 (+1 démonstration) |                        |                         |
| Karaté                                    | Femmes - Kumite -61 kg | Ingrida Suchánková (en) |
| Kick-boxing (dem.)                        | Femmes 65 kg           | Veronika Cmárová        |